# Спортивна медицина (Доктор Хаус)
«Спортивна медицина» (англ. Sports Medicine)  — дванадцята серія першого сезону американського телесеріалу «Доктор Хаус». Прем'єра епізоду проходила на каналі FOX 22 лютого 2005.
Колишній наркоман, пітчер Хенк Вігген зненацька ламає руку. Хаус вважає, що Хенк бреше, що не вживає стероїди. Після відмови Вілсона, Хаус розуміє, що йому нема з ким піти на шоу боїв вантажівок. У клініку приходить жінка з болем у нозі, чоловік, який не може вийняти контактні лінзи, дантист і підліток, який страждає від похмілля.

## Сюжет
Під час демонстрації своїх кидків для реклами бейсбольний пітчер, який повертається до спорту після зловживання наркотиками, відчуває, як у нього раптово ламається рука, під час одного з кидків м'яча.
Пітчера доставляють у Прінстон-Плейнсборо, де виявляють, що він страждає на остеопенію — ослаблення кісток. Хаус здогадується, коли Вілсон розповідає йому про випадок, що пацієнт молодий, оскільки цей розлад зазвичай є поширеним у літніх чоловіків, а також робить висновок, що це не найпоширеніша причина — рак, оскільки Вілсон виявив би його сам. Потім Хаус дізнається, що пацієнт — відомий бейсболіст. Вони не можуть зробити операцію, щоб дозволити йому знову грати, доки не знайдуть причину остеопенії.
Форман разом зі своєю новою дівчиною Шерон, фармацевтичним представником. Вони будують плани щодо зустрічі в кінці тижня. Вона уходячи, залишає свої трусики для нього.
Команда починає диференціальний діагноз. Вони обговорюють рак, але тести на нього негативні. Хаус вважає, що це його нирки, але Кемерон вважає, що Хаус лише думає, що це буде виліковний стан .Пацієнт набирав вагу, тому вони вважають, що це могли бути стероїди. Хаус знає, що Форман збрехав про те, чому запізнився (він сказав, що у нього проблеми з машиною).
Чейз йде до пацієнта за зразком сечі на стероїди. Пацієнт звик до тестів і думає, що це може бути тест на наркотики. Дружина пітчера сказала, що він нормально набрав вагу. Хоча пацієнт відмовляється здати зразок, Роберт Чейз|Чейз]] бере його з мішка для збору сечі.
Поки вони перевіряють сечу, Форман просить Кемерон прикрити його, але вона зайнята. Він каже їй, що обідає з фармацевтичним представником, і Кемерон думає, що це її знайомий хлопець, який розповідає погані жарти. Форман не згадує, що це побачення.
Тим часом Хаус намагається вибратися з клініки, щоб виконати доручення, але Кадді наполягає, щоб він залишився останні п'ятнадцять хвилин. Щоб вийти з цього, він починає діагностувати всіх пацієнтів у приймальні. Він закінчує приблизно за хвилину.
Тест на стероїди негативний, але він показує підвищений рівень білків, які можуть вказувати на рак. Однак тести на рак теж негативні. Хаус думає, що він використовує стероїд, який неможливо виявити. Він підходить до пацієнта і помічає, що його яєчка зменшені, що є ще одним симптомом прийому стероїдів. Він дає йому ліки від стероїдів.
Дружина пацієнта кидає йому виклик, і Кадді дізнається про це. Вона зазначає, що ліки викличуть у нього проблеми з диханням, оскільки він не вживав стероїди. Хаус визнає, що якщо це не стероїди, то він не знає, що це таке, і якщо він страждає від проблем з диханням, він буде знати, що він на неправильному шляху.
У пацієнта виникають проблеми з диханням, тому лікування показує, що це не стероїди чи рак. Вони знову починають розглядати його симптоми. Відкидаючи проблеми з нирками, Чейз каже, що хвороба Аддісона пояснює всі інші симптоми. Однак лікування хвороби Аддісона — це стероїди, які зруйнують його нирки, якщо у нього немає хвороби Аддісона.
Хаус розмовляє з пацієнтом про те, що він вживає стероїди, і пацієнт усе ще заперечує їх використання. Хаус зазначає, що якщо він бреше, вони не можуть лікувати його від хвороби Аддісона. Нарешті пацієнт зізнається, що п'ять років тому його тренер колов йому якість ліки. Він не знає, що це було, але він набрав м'язову вагу.
Хаус намагається вмовити, щоб Кадді включила пацієнта в список на трансплантацію нирки. Однак вона зазначає, що вони навіть не впевнені, що у пацієнта хвороба Аддісона, тому вона відмовляється. Дружина зголосилася стати донором нирки, але навряд чи вона підходить.
Форман йде зустрітися з Чейзом і Кемероном у барі та намагається змусити Чейза прикрити його в п'ятницю ввечері, але він також зайнятий на онкологічній конференції.
Тим часом Хаус отримав два квитки на щоу Monster Truck і хоче взяти Вілсона, але він не може встигнути в п'ятницю ввечері, тому що його раніше записали на конференцію онкологів. Хаус каже, що попросить іншого друга, але Вілсон спантеличений, хто це може бути.
Дружина пацієнта цілком сумісна як донор нирки, але вагітна і не може пройти процедуру. Ситуація ускладнюється тим, що вона не сказала чоловікові, що вагітна. Вона погоджується на аборт. Пацієнт категорично проти трансплантації, якщо це означає аборт.
Хаус запрошує Кемерон на шоу Monster Truck, якщо це не побачення. Вона погоджується, хоча це означатиме, що вона не поїде на конференцію онкологів. Однак вона каже йому, що Вілсон не збирається на конференцію — він скасував її. Хаус розуміє, що Вілсон вигадав виправдання, щоб пропустити шоу.
Пацієнт впадає в депресію, оскільки його рівень калію підвищується без видимих причин. Це виключає аддісонову хворобу або стероїди. Його серцебиття продовжує зростати. Він уже недостатньо стабільний для трансплантації. Потім його пульс падає до 40, і Хаус не знає, чому. Вони обговорюють, як з ним поводилися, і Хаус виключає лікування ліками як причину, чому його пульс змінюється. Потім у пацієнта починаються галюцинації. Вілсон заходить і припускає, що наперстянка пояснить нові симптоми, але не оригінальні симптоми.
Хаус іде поговорити з тренером пацієнта. Він помічає, що пальці тренера вказують на проблеми з серцем. Тренер приймає наперстянку для лікування серцевої проблеми, і Хаус з'ясовує, що пацієнт вкрав таблетки, щоб спробувати вбити себе — це те, що викликає галюцинації та коливання пульсу.
Хаус розмовляє з пацієнтом. Він все ще хоче, щоб його дружина народила дитину, навіть якщо це означає, що він помре. Хаус погоджується лікувати хворобу Аддісона, але попереджає пацієнта, що його нирки, ймовірно, відмовлять.
Хаус зазначає, що пакет для збору сечі пацієнта вилився на нього. Він також кличе Вілсона про те, чому він справді не може піти з ним у п'ятницю ввечері. Вілсон зізнається, що збирається повечеряти зі Стейсі. Він думав, що Хаус не впорається з цим. Він просить Вілсона передати йому привіт.
Дружина каже Хаусу, що хоче зробити аборт, але Хаус відмовляє її. Хаус каже їй, що її чоловік, ймовірно, помре, але пацієнтка хоче, щоб вона залишила дитину. Однак Хаус зазначає, що дружина не відчуває запаху сечі на його штанях, хоча вона помітила, що вони мокрі.
Команда обговорює, чому Хаус попросив Кемерона піти на шоу Monster Truck. Хаус знаходить команду в ресторані та відсилає фармацевтичного представника, припускаючи, що він знає, що вона спить з одним із його команди. Він зрозумів, що це Форман. Він обговорює випадок — вони виключили екологічні причини, тому що дружина була в порядку. Потім він каже команді, що нездатність дружини відчувати запахи вказує на те, що вони обоє отруєні кадмієм. Проте з'ясувати джерело не можуть. Проте Чейз з'ясовує джерело — марихуану, збагачену кадмієм, вирощену на забрудненому ґрунті. І пацієнт, і дружина вживали наркотик, але хоча дружина кинула, пацієнт все ще активно його використовує.
Стан пацієнта покращується після лікування, але Кадді вважає, що його відсторонять через вживання марихуани. Хаус зізнається Кадді, що підробив записи пацієнта, щоб не допустити його відсторонення від бейсболу.
Форман насолоджується вечерею з фармацевтичним представником.
Кемерон насолоджується шоу Monster Truck. Вона запитує Хауса, чи був він коли-небудь одружений. Він каже їй, що жив з кимось.

## Остаточний діагноз в серії
Остаточний діагноз — отруєння кадмієм.